# Liste der Kulturdenkmäler in Bettenfeld
In der Liste der Kulturdenkmäler in Bettenfeld sind alle Kulturdenkmäler der rheinland-pfälzischen Ortsgemeinde Bettenfeld aufgeführt. Grundlage ist die Denkmalliste des Landes Rheinland-Pfalz (Stand: 10. August 2023).

## Einzeldenkmäler
| Bezeichnung                                     | Lage                                   | Baujahr                  | Beschreibung                                                                                                | Bild                           |
| ----------------------------------------------- | -------------------------------------- | ------------------------ | --- | ------------------------------ |
| Wohnhaus                                        | Brunnengasse 1 Lage                    | um 1800                  | stattliches barockes Wohnhaus, um 1800                                                                      | Fotos hochladen                |
| Katholische Pfarrkirche St. Johannes der Täufer | Kirchweg 6 Lage                        | 1606                     | Saalbau, bezeichnet 1606, um Querhaus und Chor erweitert, mittelalterlicher Westturm                        | weitere Bilder Fotos hochladen |
| Kriegerdenkmal                                  | Kirchweg, bei Nr. 6 Lage               | 20. Jahrhundert          | Kriegerdenkmal des Ersten und Zweiten Weltkriegs als Altar mit barockisierender Kreuzigungsgruppe           | Fotos hochladen                |
| Pfarrhaus                                       | Kirchweg 8/10 Lage                     | 1680                     | ehemaliges Pfarrhaus; Fachwerkbau, teilweise massiv, bezeichnet 1680                                        | Fotos hochladen                |
| Wegekapelle                                     | südöstlich des Ortes Lage              | 17. oder 18. Jahrhundert | oktogonaler Putzbau; Kreuzigungsgruppe, Sandstein, 17. oder 18. Jahrhundert                                 | Fotos hochladen                |
| Wegekreuz                                       | südlich von Hof Rodenbüsch Lage        | 1812                     | Schaftkreuz, Rotsandstein, angeblich nach 1812                                                              | Fotos hochladen                |
| Wegekreuz                                       | südwestlich des Ortes an der K 11 Lage | 1635                     | Schaftkreuz, bezeichnet 1635; errichtet von Ambrosius Hoffmann und seiner Hausfrau Maria vom Hof Rodenbüsch | Fotos hochladen                |